# Küçükkemerdere, Tire
Küçükkemerdere là một xã thuộc huyện Tire, tỉnh İzmir, Thổ Nhĩ Kỳ. Dân số thời điểm năm 2010 là 754 người.